# هانونو
هانونو (به ترکی استانبولی: Hanönü) یک منطقهٔ مسکونی در ترکیه است که در استان قسطمونی واقع شده‌است. هانونو ۴۸۷ متر بالاتر از سطح دریا واقع شده‌است.